# P'tite Fleur aimée

P'tite Fleur aimée, plus connue sous l'appellation P'tite Fleur fanée, est une célèbre valse créole de La Réunion, île française du sud-ouest de l'océan Indien. La musique de Jules Fossy accompagnée d'un texte de Georges Fourcade qui évoque avec amertume le souvenir d'une balade en forêt. L'un des titres les plus connus du répertoire réunionnais. 

## Reprises, adaptations
Cette chanson est adaptée par Graeme Allwright dans son album Question, sorti en 1978 – sur le même album, La Réunion est un morceau qu'il a composé pendant un long séjour dans l'île.
En 1986, Carlos la reprend dans l'album Tropicarlos.